# Uzdorniki (przystanek kolejowy)
Uzdorniki (biał. Уздорнікі; ros. Уздорники) – przystanek kolejowy w miejscowości Uzdorniki, w rejonie sieneńskim, w obwodzie witebskim, na Białorusi. Położony jest na linii Orsza - Lepel.